# Kassel Huskies

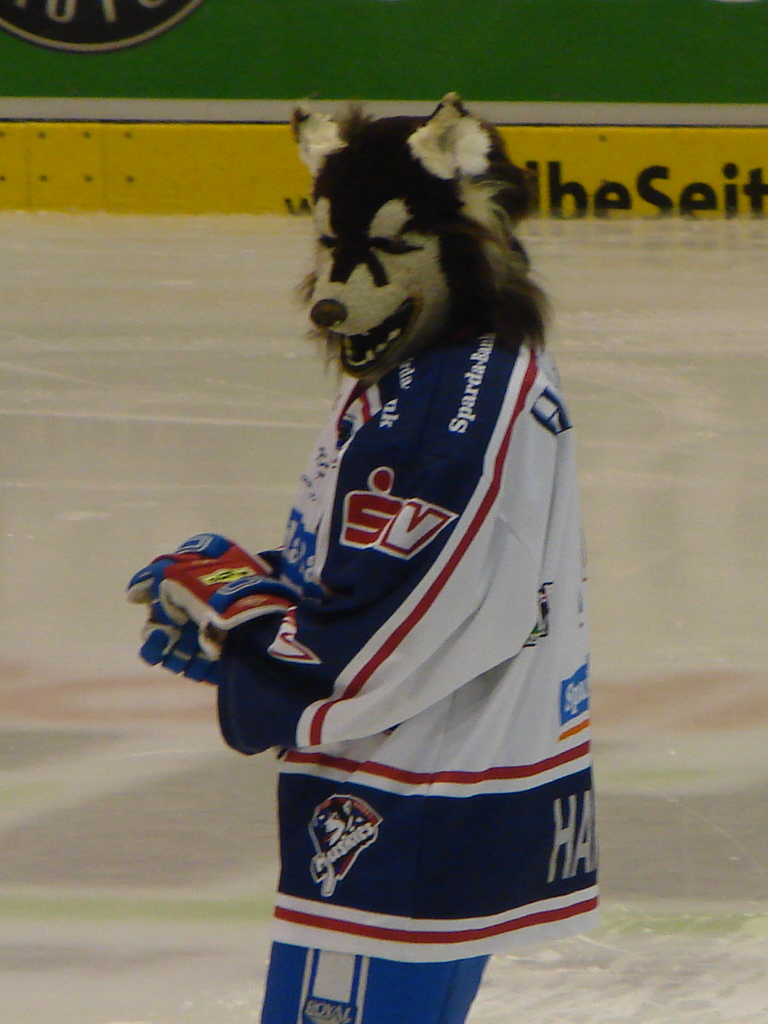
Maskotka klubu (2009)

Kassel Huskies – niemiecki klub hokejowy z siedzibą w Kassel (Hesja).

## Informacje ogólne
- Nazwa: Kassel Huskies
- Rok założenia: 1977
- Barwy: biało-niebieskie
- Adres: Königstor 35, 34117 Kassel
- Lodowisko: Eissporthalle Kassel
- Pojemność: 6100

## Historia
Dotychczasowe nazwy
- ESG Kassel (1977–1987)
- EC Kassel (1987–1994)
- Kassel Huskies (od 1994)

W 2010 roku pierwotnie został wykluczony po odebraniu licencji, wskutek wszczęcia w klubie postępowania upadłościowego, jednak następnie w drodze decyzji sądowej uzyskaną prawo uczestnictwa w lidze DEL. W dalszej kolejności Wyższy Sąd Krajowy w Monachium uznał, że odebranie licencji było jednak prawne i klub wykluczono ponownie z rozgrywek DEL.
W sezonie 2011/2012 klub występował w lidze Oberliga West (trzeci poziom rozgrywek). W 2014 klub podjął występy w DEL2, które wygrał w 2016.

## Sukcesy
- Srebrny medal mistrzostw Niemiec: 1997
- Półfinał Play-off: 2000, 2001, 2002
- Złoty medal 2. Bundesligi: 2008
- Złoty medal DEL2: 2016
- Srebrny medal DEL2: 2021